# Trikont Musikverlag
Der Trikont Musikverlag ist ein Independent-Label aus München, das 1967 innerhalb des gleichnamigen Trikont-Verlages entstanden ist. 1980 löste sich der Verlag auf. In der Folge gründete sich das eigenständige Plattenlabel Trikont-Unsere Stimme-Our own Voice. Markenzeichen des Labels ist es, „Musik von unten“ zu veröffentlichen, die der vorherrschenden Expertenkultur sowie der kommerziellen Glätte entgegenwirken soll.

## Hintergrund und Geschichte
Das Label Trikont wurde Ende der 1960er Jahre ursprünglich als Buchverlag gegründet. Er galt als eines der bekanntesten Publikationshäuser der Protest- und Alternativ-Bewegung der 1968er Jahre. Einige Jahre später kam dann die Musik dazu. Zunächst wurden keine eigenen Platten produziert, sondern die von linken Künstlern, die anderswo erschienen waren, vertrieben: von Ton Steine Scherben, Pete Seeger und Barbara Dane.
Als erste Trikont-Eigenproduktion erschien 1972 das Album Wir befreien uns selbst mit selbstkomponierten Liedern der Sponti-Gruppe Arbeitersache aus München, der die Mitglieder des Trikont-Verlagskollektivs angehörten. Als zweites Album erschien 1974 auf Trikont Lieder von Frauen – Von heute an gibt’s mein Programm von „Frauengruppen aus München, Frankfurt und Darmstadt“. Es war in Deutschland die erste LP mit explizit feministischen Liedern, herausgegeben von „der Frauenoffensive im Trikont-Verlag“; einer Reihe des Verlags, aus der 1974 Frauenoffensive, der erste Frauenbuchverlag im deutschsprachigen Raum, entstand. Des Weiteren erschien auf Trikont 1977 mit Schwul von Warmer Südwind auch die erste deutschsprachige Rockplatte der Schwulenbewegung.
1980 trennten sich Verlag und Label, das eine eigenständige Firma wurde, mit Achim Bergmann als einzigem Gesellschafter: Trikont – Unsere Stimme – Our own Voice.
Das Trikont-Musiklabel legte im Laufe der Zeit einen Schwerpunkt auf bayerische Musik und veröffentlichte einerseits Künstler wie Georg Ringsgwandl, Dullijöh oder Hans Söllner, andererseits Kompilationen mit älteren Aufnahmen wie die Reihe Stimmen Bayerns. Ein anderer Schwerpunkt lag auf musikhistorischen Samplern, beispielsweise mit finnischem Tango oder griechischem Rembetiko, Aufnahmen des Liedes La Paloma, äthiopischem Jazz oder Mariachi. In den letzten Jahren verlegte Trikont auch Künstler wie LaBrassBanda, Kinderzimmer Productions, Bernadette La Hengst und Attwenger. Etwa 500 Platten und CDs von Musikern und Bands haben das Haus in München-Giesing seit seiner Gründung verlassen.
Achim Bergmann, der den Verlag führte (in den letzten Jahren zusammen mit seiner Lebensgefährtin und späteren Ehefrau Eva Mair-Holmes), starb am 1. März 2018 im Alter von 74 Jahren. Eva Mair-Holmes, die den Verlag weiterführt, wurde im April 2018 mit dem Musikpreis der Landeshauptstadt München 2018 ausgezeichnet, der am 24. Juli im Münchner Volkstheater verliehen wurde.
Im Zuge der COVID-19-Pandemie sorgte die vom Trikont Verlag betriebene Facebook-Seite von Hans Söllner für heftige Kontroversen. Für ein Posting erhielt Söllner im April 2020 einen Bußgeldbescheid über 50 Euro. Er hatte seine Follower dazu aufgerufen, alte und kranke Angehörige sowie Kinder und Schwestern in den Krankenhäusern zu besuchen, obwohl dies zu dem Zeitpunkt in Bayern verboten war. Söllners Beiträge wurden zunehmend verschwörungsideologischer und als die Berichterstattung darüber zunahm, distanzierte sich der Trikont Verlag davon. „Seine Vergleiche mit dem Dritten Reich entbehren jeder Grundlage und verharmlosen den Terror des Nazi-Regimes in einer unerträglichen Weise“, teilte die Leiterin von Trikont, Eva Mair-Holmes, mit. Dennoch wurde die Seite vom Verlag nicht langfristig gesperrt, auch nicht nachdem Söllner die Maßnahmen als "Diktatur" und "Krieg" bezeichnete, Gewaltphantasien gegen Christian Drosten veröffentlicht wurden, und Söllner von der "Ausrottung des Deutschen Volkes" schrieb.

## Ausstellungen
- Eine Ausstellung über den Verlag, die von Kalle Laar kuratiert wurde, fand Mitte 2020 Valentin-Karlstadt-Musäum in München statt.[17]
- Archiv 451. Trikont Verlag, Haus der Kunst, München, 2023[18]

## Künstler (Auswahl)
Musik
- Angela Aux
- Attwenger
- Philip Bradatsch
- Café Unterzucker
- Laura López Castro
- Funny van Dannen
- Dario Domingues
- Die 3 Tornados
- Willie Dunn
- Express Brass Band
- Guglhupfa
- Bernadette La Hengst
- LaBrassBanda
- Kofelgschroa
- Malva
- Maxi Pongratz
- Klaus der Geiger
- Walter Mossmann
- Eric Pfeil
- Raketenumschau
- Georg Ringsgwandl
- Sigurd kämpft
- Textor
- Ton Steine Scherben
- Rocko Schamoni
- Hans Söllner
- Sogenanntes Linksradikales Blasorchester
- Teller Bunte Knete
- Karl Valentin
- Hank Williams

Literatur/Wort
- Studio Braun
- Jörg Fauser

## Pressestimmen und Zitate
- „Eine Insel im Sumpf.“ Süddeutsche Zeitung
- „The World’s leading label of excellent compilations.“ The Observer, London
- „Eine Gasse der Eigensinnkultur.“ Rolling Stone
- „Trikont Compilations are breathtaking – Songs plucked by experts, by men and women with golden ears.“ BBC-Radio, London
- „Jedes Trikont-Album gibt einem die beruhigende Gewissheit, dass Musik noch etwas bedeuten kann.“ Abendzeitung, München